# Hovsep Aznavur
Hovsep Aznavur (in armeno Հովսեփ Ազնավուր?, in armeno occidentale Յովսէփ Ազնաւուր; Londra, 21 maggio 1854 – Il Cairo, giugno 1935) è stato un architetto ottomano di etnia armena.

## Biografia
Nato a Londra nel 1854, la famiglia di Aznavur si trasferì a Istanbul nel 1867. Aznavur completò i suoi studi all'Accademia di belle arti di Roma. Alcune delle sue opere più note sono la Chiesa Bulgara di Santo Stefano, L'appartamento Mısır (tradotto dal turco come "l'appartamento egiziano", commissionato dal Chedivè d'Egitto ʿAbbās Ḥilmī) e il Passaggio di Aznavur (in turco Aznavur Pasajı), una galleria che si affaccia su İstiklal Caddesi.
Fu attivo nella vita della comunità armena a Costantinopoli e al Cairo. Nel 1921, divenne un membro fondatore del Partito Ramgavar, uno dei tre principali partiti politici armeni storici. Fuggì da Istanbul dopo il genocidio armeno e morì alla fine di giugno 1935 al Cairo, in Egitto.